# یان کشیشتوف بیلتسکی
یان کشیشتوف بیلتسکی (انگلیسی: Jan Krzysztof Bielecki؛ زادهٔ ۳ مهٔ ۱۹۵۱) یک سیاست‌مدار و اقتصاددان اهل لهستان است. وی از ژانویه تا دسامبر ۱۹۹۱ نخست‌وزیر این کشور بود. وی همچنین از سال ۲۰۰۳ تا ۲۰۱۰ رئیس بانک پکااو بود.